# هربیورگ واسمو
هربیورگ واسمو (انگلیسی: Herbjørg Wassmo؛ زاده ۶ دسامبر ۱۹۴۲) یک نویسنده اهل نروژ است.